# Primera División 1943 (Uruguay)
Het seizoen 1943 van de Primera División was het 40e seizoen van de hoogste Uruguayaanse voetbalcompetitie.

## Teams
Er namen tien ploegen deel aan de Primera División tijdens het seizoen 1943. Negen ploegen wisten zich vorig seizoen te handhaven en één ploeg promoveerde vanuit de Primera B: CS Miramar kwam in de plaats van het gedegradeerde CA River Plate.
| Club                      | Stad       | Stadion                             | Vorig seizoen |
| ------------------------- | ---------- | ----------------------------------- | ------------- |
| Central FC                | Montevideo | Estadio Parque Palermo              | 8e            |
| CA Defensor               | Montevideo | Parque Rodó                         | 9e            |
| Liverpool FC              | Montevideo | Estadio Belvedere                   | 6e            |
| CS Miramar                | Montevideo | Parque Campomar                     | 1e (1ª B)     |
| Montevideo Wanderers FC   | Montevideo | Estadio Parque Alfredo Víctor Viera | 3e            |
| Club Nacional de Football | Montevideo | Estadio Centenario                  | 1e            |
| CA Peñarol                | Montevideo | Estadio Centenario                  | 2e            |
| Racing Club de Montevideo | Montevideo | Estadio Parque Osvaldo Roberto      | 7e            |
| Rampla Juniors FC         | Montevideo | Parque Nelson                       | 5e            |
| IA Sud América            | Montevideo | Estadio Parque Carlos Ángel Fossa   | 4e            |

## Competitie-opzet
Alle clubs speelden tweemaal tegen elkaar. De ploeg met de meeste punten werd kampioen. De ploeg die laatste werd degradeerde naar de Primera B.

### Kwalificatie voor internationale toernooien
Dit seizoen waren er geen internationale bekers waar Uruguayaanse clubs zich voor kwalificeerden. De Copa Ricardo Aldao die sinds 1913 onregelmatig werd betwist tussen de landskampioenen van Argentinië en Uruguay, werd dit jaar niet gespeeld. Ook de Copa de Confraternidad Escobar-Gerona waarvoor de vicekampioen zich de vorige twee seizoenen plaatse, werd niet georganiseerd.

### Torneo Competencia en Torneo de Honor
Voorafgaand aan het seizoen werd het Torneo Competencia gespeeld tussen de ploegen in de Primera División. Dit toernooi werd gewonnen door CA Peñarol. Ook werd er gestreden om het Torneo de Honor. Deze prijs werd uitgereikt aan de ploeg die het beste presteerde in het Torneo Competencia en in de eerste seizoenshelft van de Primera División.
In totaal speelden de tien ploegen dit seizoen driemaal tegen elkaar. De eerste ontmoeting telde mee voor het Torneo Competencia en het Torneo de Honor, de tweede ontmoeting voor de Primera División en het Torneo de Honor en de laatste ontmoeting enkel voor de Primera División.

### Eerste seizoenshelft
Titelverdediger Club Nacional de Football en hun rivaal CA Peñarol begonnen het beste aan de competitie, met drie zeges in de eerste drie duels. Ook promovendus CS Miramar was goed begonnen met twee overwinningen, maar zij kregen in de derde speelronde met 7–0 klop van Nacional. De Tricolores lieten in de volgende wedstrijden echter punten liggen (verlies tegen Rampla Juniors FC en gelijkspel tegen Montevideo Wanderers FC) terwijl Peñarol wel won en zo een gat van drie punten kon slaan. Het lukte Peñarol echter ook niet om van Rampla Juniors en Wanderers te winnen (tweemaal gelijkspel) en een week later leden ze hun eerste nederlaag van het seizoen: Nacional won met 2–1 en nam zo de koppositie over van Peñarol.
De Aurinegros gingen nog wel aan de leiding in het Torneo de Honor en hadden aan een gelijkspel tegen Racing Club de Montevideo genoeg om die prijs binnen te slepen. Dit lukte echter niet: Racing won met 3–2 en Nacional versloeg IA Sud América met 4–2. Hierdoor eindigden beide ploegen gelijk in het Torneo de Honor. Er zou na de tweede competitiehelft een beslissingswedstrijd volgen om de winst. In de stand in de Primera División ging Nacional aan de leiding met drie punten meer. Montevideo Wanderers bezette de derde plek en Miramar stond vierde. Onderaan het klassement had Sud América de slechtste papieren, maar een kwarted andere ploegen had elk slechts één punt meer dan de Naranjitas.

### Tweede seizoenshelft
Nacional en Peñarol vergrootten hun voorsprong op de overige ploegen, door in de eerste wedstrijden van de terugronde weinig punten te laten liggen. Enkel Sud América (tegen Peñarol) en CA Defensor (tegen Nacional) wisten in de eerste vijf wedstrijden een punt te pakken tegen een van de twee titelfavorieten. In de strijd tegen degradatie deed Sud América meer goede zaken; tijdens die vijf speelrondes leden ze maar één nederlaag en droegen ze de rode lantaarn over aan Rampla Juniors.
Ook de daaropvolgende wedstrijden pakte Sud América punten, waardoor ze met nog twee duels te spelen in het linkerrijtje stonden. Rampla Juniors had (na elf wedstrijden zonder overwinning) een 1–0 zege geboekt op Central FC, waarmee ze de achterstand op de nummer negen (Central) wisten te verkleinen tot één punt. In de strijd om de landstitel hadden Nacional en Peñarol geen punten meer laten liggen. De beslissing kon vallen in de onderlinge wedstrijd op de een-na-laatste speeldag. Peñarol moest winnen om nog kans te hebben op het kampioenschap, maar Nacional wist met 3–1 te zegevieren. Hierdoor werd Nacional voor het vijfde jaar op rij Uruguayaans kampioen; een nog niet eerder vertoonde prestatie. In totaal was het de achttiende landstitel voor de Tricolores.
Het kampioenschap was al beslist, maar de strijd tegen de laatste plaats lag nog helemaal open. Zowel Rampla Juniors als Central hadden de een-na-laatste wedstrijd gewonnen. Hierdoor bleef Central een punt boven de Picapiedras, maar kwamen ze ook op gelijke hoogte met drie andere ploegen. In totaal waren er dus nog vijf clubs die konden degraderen. Rampla Juniors speelde op de slotdag tegen Defensor, maar die wedstrijd eindigde in 1–0 voor Defensor. Hiermee viel het doek voor de landskampioen van 1927; de Primera División van volgend seizoen zou voor het eerst sinds 1921 zonder Rampla Juniors worden gespeeld. Opmerkelijk was wel dat ze - na Peñarol en Nacional - het beste doelsaldo van de competitie hadden. Zeven van hun tien nederlagen leden ze met slechts één doelpunt verschil, terwijl drie van hun vijf zeges met een ruime marge (minimaal drie doelpunten verschil) werden geboekt.
Achter Nacional en Peñarol behaalde debutant Miramar de derde plaats. Het was voor het eerst in twintig jaar dat een promovendus in de top-drie eindigde. Het verschil met de top-twee was wel erg groot: Miramar eindigde met tien punten minder dan vicekampioen Peñarol, maar had slechts vier punten meer dan degradant Rampla Juniors.

### Eindstand
|     | Club                      | Sp. | W  | G | V  | Pnt. | DV | DT | DS  |
| --- | ------------------------- | --- | -- | - | -- | ---- | -- | -- | --- |
| 01. | Club Nacional de Football | 18  | 15 | 2 | 1  | 32   | 57 | 23 | +34 |
| 2.  | CA Peñarol                | 18  | 12 | 3 | 3  | 27   | 61 | 22 | +39 |
| 3.  | CS Miramar                | 18  | 8  | 1 | 9  | 17   | 29 | 45 | –16 |
| 4.  | CA Defensor               | 18  | 6  | 4 | 8  | 16   | 27 | 32 | –5  |
| 5.  | Montevideo Wanderers FC   | 18  | 6  | 4 | 8  | 16   | 28 | 35 | –7  |
| 6.  | Liverpool FC              | 18  | 6  | 3 | 9  | 15   | 28 | 36 | –8  |
| 7.  | Central FC                | 18  | 6  | 3 | 9  | 15   | 30 | 41 | –11 |
| 8.  | Racing Club de Montevideo | 18  | 6  | 3 | 9  | 15   | 28 | 46 | –18 |
| 9.  | IA Sud América            | 18  | 5  | 4 | 9  | 14   | 27 | 33 | –6  |
| 10. | Rampla Juniors FC         | 18  | 5  | 3 | 10 | 13   | 28 | 30 | –2  |

### Legenda
| Kleur | Kwalificatie voor              |
| ----- | ------------------------------ |
|       | Degradatie naar Primera B 1944 |

| Winnaar Primera División 1943       |
| ----------------------------------- |
| Club Nacional de Football 18e titel |

#### Topscorers
De topscorerstitel ging dit seizoen naar Atilio García van Club Nacional de Football. Het was zijn zesde topscorerstitel op rij; dit seizoen wist hij het net 18 keer te vinden.
| №  | Speler        | Club                      | Goals |
| -- | ------------- | ------------------------- | ----- |
| 1. | Atilio García | Club Nacional de Football | 18    |